# Васильев, Владимир Васильевич (Герой Советского Союза)
Владимир Васильевич Васильев (7 июля 1911, Большая Шатьма, Казанская губерния — 24 января 1945, райхсгау Вартеланд, нацистская Германия) — старший сержант Рабоче-крестьянской Красной Армии, участник Великой Отечественной войны, Герой Советского Союза (1945).

## Биография
Владимир Васильевич Васильев родился 7 июля 1911 года в селе Большая Шатьма Чувашско Сорминской волости Ядринского уезда (ныне Красноармейского муниципального округа Чувашской Республики) в крестьянской семье. Мать — Фёдорова Марфа, отец — Захаров Василий Захарович. В возрасте пяти лет Владимир остался сиротой, воспитывался в детдоме в Чебоксарах. Окончил семь классов школы, работал на строительстве автозавода в Нижнем Новгороде, затем на этом автозаводе. В 1931—1934 гг. проходил срочную службу в Минске, в кавалерийском подразделении. Демобилизовавшись, вернулся в Горький, работал в линейном отделе милиции железнодорожной станции «Горький». В июне 1942 года В.В. Васильев был повторно призван в армию. В Великой Отечественной войне участвовал с августа 1942 года на Воронежском и 1-м Украинском фронтах. Первоначально командовал сабельным взводом. В 1943 году был тяжело ранен, более полугода лечился в госпиталях. После излечения В.В. Васильев был направлен в кавалерийское училище. Недоучившись, с конца 1944 года — снова на фронте. Гвардии старший сержант Владимир Васильевич Васильев командовал пулемётным расчётом 4-го эскадрона 1-го гвардейского кавалерийского полка 1-й гвардейской кавалерийской дивизии 1-го гвардейского кавалерийского корпуса 1-го Украинского фронта. Принимал участие в Сандомирско-Силезской операции. Особо отличился во время форсирования Одера.
23 января 1945 года во время боя на подступах к Одеру в районе города Оденталь В.В. Васильев выдвинул свой пулемёт на правый фланг эскадрона и, подпустив на близкое расстояние контратакующих солдат противника, открыл огонь, уничтожив около 20 пехотинцев врага. В результате этого подразделения противника были выбиты с занимаемого ими рубежа. 24 января эскадроны полка форсировали Одер и овладели высотой 168,5 в районе населённого пункта Одершленке (ныне посёлок Лесяк района Козле-Роги города Кендзежин-Козле). В ходе боя за плацдарм на западном берегу реки, когда немецкие подразделения перешли в наступление, расчёт В.В. Васильева отразил три контратаки, уничтожив более 60 вражеских солдат и офицеров. Когда пули пробили кожух пулемёта, В.В. Васильев заткнул пробоины обрывком своей телогрейки и продолжил вести огонь по противнику. В этом бою В.В. Васильев погиб. Похоронен в городе Кендзежин-Козле Кендзежинско-Козельского повята Опольского воеводства Республики Польша.

## Награды
Указом Президиума Верховного Совета СССР от 27 июня 1945 года за «мужество и героизм, проявленные при форсировании Одера и в боях на плацдарме», гвардии старший сержант Владимир Васильев посмертно был удостоен высокого звания Героя Советского Союза. Также был награждён орденом Ленина, медалями.

## Память
- Именем В.В. Васильева названа улица в селе Красноармейское и школа в родном селе[4]. В селе Большая Шатьма установлен его бюст.
- В Автозаводском районе Нижнего Новгорода есть улица Героя Васильева (прежние названия — улица Лечебная, улица Героя Советского Союза Васильева)[5][6].